# Сілець (Підкарпатське воєводство)
Сілець (Сільці́, Сільча, пол. Sólca) — село в Польщі, у гміні Фредрополь Перемишльського повіту Підкарпатського воєводства, у межах етнічної української території Надсяння.
Населення — 65 осіб (2011).

## Розташування
Розташоване за 15 км на південь від Перемишля і за 6 км на південь від Фредрополя, неподалік від польсько-українського кордону.

## Історія
Невелике село, перша згадка про яке сягає XIV ст, коли воно належало Риботицьким. Назва походить від соляних джерел, адже відомо, що тут з давніх часів видобували сіль. Владислав Ягайло приєднав його до королівських володінь. Згодом Казимир Ягеллончик передав Сілець костелові в Нижанковичах разом з 20 бочками солі.
Ця територія була заселена віддавна. Поблизу села відкрито сліди поселень раннього середньовіччя. Донині збереглись назви окремих ділянок у селі та біля нього: Вінець, За Хрестом, Пограбисько. Вони можуть вказувати на велике поселення, яке існувало тут раніше. Цікавим залишком древніх часів є земляний пагорб (курган), який тягнеться майже на 300 м на південь від східного краю села. Легенда розповідає, що пагорб насипали татари в честь свого загиблого вождя.
У 1975-1998 роках село належало до Перемишльського воєводства.

## Демографія
- 1785 — 130 греко-католиків, 937 римо-католиків, 13 євреїв
- 1840 — 181 греко-католиків
- 1859 — 176 греко-католиків
- 1879 — 216 греко-католиків
- 1899 — 251 греко-католиків
- 1926 — 262 греко-католиків
- 1938 — 267 греко-католиків

Демографічна структура станом на 31 березня 2011 року:
|          | Загалом | Допрацездатний вік | Працездатний вік | Постпрацездатний вік |
| -------- | ------- | ------------------ | ---------------- | -------------------- |
| Чоловіки | 31      | 11                 | 18               | 2                    |
| Жінки    | 34      | 6                  | 21               | 7                    |
| Разом    | 65      | 17                 | 39               | 9                    |